# Порожки (Калининский район)
Порожки — деревня в Калининском районе Тверской области. Входит в состав Медновского сельского поселения.

## География
Находится в юго-восточной части Тверской области на расстоянии приблизительно 23 км на запад-северо-запад по прямой от города Тверь на правом берегу реки Тверца.

## История
Была отмечена еще на карте 1840 года. В 1859 году здесь (деревня Новоторжского уезда Тверской губернии) было учтено 15 дворов.

## Население
Численность населения: 119 человек (1859 год), 19 (русские 90 %) в 2002 году, 20 в 2010.